# Film in 2006
Dit artikel gaat over de film in het jaar 2006. Bekende films uit 2006 zijn het tweede deel uit de Pirates of the Caribbean trilogie, de verfilming van The Da Vinci Code , de animatiefilms Ice Age 2: The Meltdown en Cars, de nieuwe James Bond Casino Royale en het derde X-Men-deel.

## Gebeurtenissen
- januari 2006 – Er wordt een arrestatiebevel uitgevaardigd voor actrice Natasha Lyonne. Ze is al meerdere malen niet op komen dagen bij de rechtbank voor diverse zaken.
- december 2006 – In totaal wordt in Nederland 22,5 miljoen keer een bezoek aan de bioscoop gebracht dit jaar. Na jaren van sterke terugloop is dit een stijging van 9% ten opzichte van 2005.

## Succesvolste films
De tien films uit 2006 die het meest opbrachten.
| Plaats | Titel                                      | Distributeur         | Opbrengst      | Opbrengst    | Opbrengst           | Opbrengst   |
| Plaats | Titel                                      | Distributeur         | Wereldwijd     | VS/Canada    | Verenigd Koninkrijk | Australië   |
| ------ | ------------------------------------------ | -------------------- | -------------- | ------------ | ------------------- | ----------- |
| 1      | Pirates of the Caribbean: Dead Man's Chest | Walt Disney Pictures | $1.066.179.725 | $423.315.812 | £52M                | $36.271.740 |
| 2      | The Da Vinci Code                          | Columbia Pictures    | $758.239.851   | $217.536.138 | £30M                | $26.086.109 |
| 3      | Ice Age 2: The Meltdown                    | 20th Century Fox     | $660.940.780   | $195.330.621 | £29M                | $22.868.309 |
| 4      | Casino Royale                              | MGM / Columbia       | $599.045.960   | $167.445.960 | £55M                | $27.986.845 |
| 5      | Night at the Museum                        | 20th Century Fox     | $574.480.052   | $250.603.633 | £20M                | $17.143.797 |
| 6      | Cars                                       | Walt Disney Pictures | $461.983.149   | $244.082.982 | £16M                | $17.132.075 |
| 7      | X-Men: The Last Stand                      | 20th Century Fox     | $459.359.555   | $234.362.462 | £19M                | $16.000.390 |
| 8      | Mission: Impossible III                    | Paramount Pictures   | $397.850.012   | $134.029.801 | £15M                | $10.758.757 |
| 9      | Superman Returns                           | Warner Bros.         | $391.081.192   | $200.081.192 | £16M                | $13.830.282 |
| 10     | Happy Feet                                 | Warner Bros.         | $384.335.608   | $198.000.317 | £18M                | $24.327.147 |

## Prijzen
79e Academy Awards:
Beste Film: The Departed van producent Graham King
Beste Regisseur: Martin Scorsese met The Departed
Beste Mannelijke Hoofdrol: Forest Whitaker in The Last King of Scotland
Beste Vrouwelijke Hoofdrol: Helen Mirren in The Queen
Beste Mannelijke Bijrol: Alan Arkin in Little Miss Sunshine
Beste Vrouwelijke Bijrol: Jennifer Hudson in Dreamgirls
Beste Niet-Engelstalige Film: The Lives of Others uit Duitsland
Beste Animatiefilm: Happy Feet van producent George Miller
64e Golden Globe Awards:
Drama:
Beste Film: Babel
Beste Acteur: Forest Whitaker in The Last King of Scotland
Beste Actrice: Helen Mirren in The Queen
Musical of Komedie:
Beste Film: Dreamgirls
Beste Acteur: Sacha Baron Cohen in Borat: Cultural Learnings of America for Make Benefit Glorious Nation of Kazakhstan
Beste Actrice: Meryl Streep in The Devil Wears Prada
Overige
Beste Regisseur: Martin Scorsese met The Departed
Beste Buitenlandse Film: Letters from Iwo Jima van Clint Eastwood
BAFTA Awards:
Beste Film: The Queen
Beste Acteur: Forest Whitaker in The Last King of Scotland
Beste Actrice: Helen Mirren in The Queen
Gouden Palm (Filmfestival van Cannes):
The Wind That Shakes the Barley, geregisseerd door Ken Loach, Ierland/Verenigd Koninkrijk
Gouden Leeuw (Filmfestival van Venetië):
Sānxiá hǎorén (Still Life), geregisseerd door Jia Zhangke, China
Gouden Beer (Filmfestival van Berlijn):
Grbavica, geregisseerd door Jasmila Žbanić, Bosnië en Herzegovina

## Lijst van films
- 10 Questions for the Dalai Lama
- 16 Blocks
- 300
- Apocalypto
- Away from Her
- Babel
- Barnyard
- Basic Instinct 2
- Behind Enemy Lines II: Axis of Evil
- Big Momma's House 2
- The Black Dahlia
- Black Sheep
- Blood Diamond
- Borat: Cultural Learnings of America for Make Benefit Glorious Nation of Kazakhstan
- The Break-Up
- Brother Bear 2
- Cars
- Casino Royale
- Catch a Fire
- Charlotte's Web
- Children of Men
- Click
- The Covenant
- Curse of the Golden Flower
- The Da Vinci Code
- Déjà Vu
- The Departed
- The Devil Wears Prada
- Dikkenek
- Dreamgirls
- Efter brylluppet
- Eragon
- Failure to Launch
- The Fast and the Furious: Tokyo Drift
- Final Destination 3
- Firewall
- Flags of Our Fathers
- Flushed Away
- The Fountain
- Freedomland
- Ganglamedo
- Garfield: A Tail of Two Kitties
- The Good German
- The Good Shepherd
- Grbavica
- The Grudge 2
- Half Nelson
- Happy Feet
- De Hel van Tanger
- The Hills Have Eyes
- The Holiday
- Hollywoodland
- The Host
- Ice Age: The Meltdown
- I'll Always Know What You Did Last Summer
- The Illusionist
- An Inconvenient Truth
- Inside Man
- Invincible
- Jackass Number Two
- Jesus Camp
- Karma
- The Knot
- El laberinto del fauno
- Lady in the Water
- The Last King of Scotland
- Das Leben der Anderen
- Letters from Iwo Jima
- The Librarian: Return to King Solomon's Mines
- Little Children
- Little Man
- Little Miss Sunshine
- Lucky Number Slevin
- Marie Antoinette
- Miami Vice
- Milarepa
- Miss Potter
- Mission: Impossible III
- Monster House
- My Super Ex-Girlfriend
- Mýrin
- Nacho Libre
- Night at the Museum
- Notes on a Scandal
- Notte prima degli esami
- Nuovomondo
- The Omen 666
- On Life & Enlightenment
- Open Season
- Over the Hedge
- The Painted Veil
- The Pink Panther
- Pirates of the Caribbean: Dead Man's Chest
- Plop in de stad
- Poseidon
- A Prairie Home Companion
- The Prestige
- Prince of the Himalayas
- The Pursuit of Happyness
- The Queen
- Refuge
- The Road to Guantánamo
- Rob-B-Hood
- Rocky Balboa
- Running with Scissors
- RV
- The Santa Clause 3
- Saw III
- Scary Movie 4
- La sconosciuta
- The Shaggy Dog
- SherryBaby
- Silent Hill
- Sixty Six
- Stay Alive
- Step Up
- Stormbreaker
- Superman Returns
- Tales from Earthsea
- Talladega Nights: The Ballad of Ricky Bobby
- Underworld: Evolution
- United 93
- Urmel aus dem Eis
- Vajra Sky Over Tibet
- Valley of Flowers
- Venus
- Vier Minuten
- Volver
- World Trade Center
- X-Men: The Last Stand
- You, Me and Dupree

### Lijst van Nederlandse films
- Afblijven
- Bolletjes Blues
- 'n Beetje Verliefd
- Don
- Doodeind
- Eilandgasten
- Escort
- Horizonica
- Ik omhels je met 1000 armen
- Kilkenny Cross
- Kruistocht in spijkerbroek
- Nachtrit
- Ober
- Raak
- Sl8n8 (aka Slachtnacht)
- De Sportman van de Eeuw
- De uitverkorene
- Wild Romance
- Het woeden der gehele wereld
- Zoop in India
- Zwartboek
- Het zwijgen

## Overleden
| Datum     | Datum | Naam                 | Leeftijd | Beroep                      |
| --------- | ----- | -------------------- | -------- | --------------------------- |
| Januari   | 1     | Mapita Cortés        | 75       | actrice                     |
| Januari   | 2     | Osa Massen           | 91       | actrice                     |
| Januari   | 9     | Mikk Mikiver         | 68       | acteur                      |
| Januari   | 14    | Henri Colpi          | 84       | filmbewerker                |
| Januari   | 14    | Shelley Winters      | 85       | actrice                     |
| Januari   | 19    | Anthony Franciosa    | 77       | acteur                      |
| Januari   | 24    | Fayard Nicholas      | 91       | tapdanser                   |
| Januari   | 24    | Chris Penn           | 40       | acteur                      |
| Januari   | 31    | Moira Shearer        | 80       | actrice                     |
| Februari  | 9     | Phil Brown           | 89       | acteur                      |
| Februari  | 18    | Richard Bright       | 68       | acteur                      |
| Februari  | 24    | Don Knotts           | 81       | acteur                      |
| Februari  | 24    | Dennis Weaver        | 81       | acteur                      |
| Februari  | 25    | Darren McGavin       | 83       | acteur                      |
| Maart     | 2     | Jack Wild            | 53       | acteur                      |
| Maart     | 13    | Maureen Stapleton    | 80       | actrice                     |
| Maart     | 25    | Richard Fleischer    | 89       | regisseur                   |
| April     | 11    | Shin Sang-ok         | 79       | regisseur en producer       |
| April     | 22    | Alida Valli          | 84       | actrice                     |
| Mei       | 5     | Naushad              | 85       | componist                   |
| Mei       | 10    | Val Guest            | 94       | regisseur                   |
| Mei       | 24    | Henry Bumstead       | 91       | artdirector                 |
| Mei       | 27    | Paul Gleason         | 62       | acteur                      |
| Mei       | 30    | Shohei Imamura       | 79       | regisseur                   |
| Juni      | 17    | Arthur Franz         | 86       | acteur                      |
| Juni      | 18    | Vincent Sherman      | 99       | regisseur                   |
| Juni      | 21    | Mako                 | 72       | acteur                      |
| Juni      | 23    | Aaron Spelling       | 83       | producer                    |
| Juni      | 25    | Kenneth Griffith     | 84       | acteur en documentairemaker |
| Juli      | 8     | June Allyson         | 88       | actrice                     |
| Juli      | 12    | Kurt Kreuger         | 89       | acteur                      |
| Juli      | 13    | Red Buttons          | 87       | acteur en komiek            |
| Juli      | 19    | Jack Warden          | 85       | acteur                      |
| Augustus  | 13    | Tony Jay             | 71       | stemacteur acteur           |
| Augustus  | 14    | Bruno Kirby          | 57       | acteur                      |
| Augustus  | 25    | Joseph Stefano       | 84       | screenwriter                |
| Augustus  | 27    | Hrishikesh Mukherjee | 83       | regisseur                   |
| Augustus  | 30    | Glenn Ford           | 90       | acteur                      |
| September | 4     | Steve Irwin          | 44       | documentairemaker           |
| September | 9     | Gérard Brach         | 79       | regisseur en screenwriter   |
| September | 20    | Sven Nykvist         | 83       | cinematografist             |
| November  | 1     | Adrienne Shelly      | 40       | actrice                     |
| November  | 10    | Jack Palance         | 87       | acteur                      |
| November  | 20    | Robert Altman        | 81       | regisseur                   |
| November  | 23    | Philippe Noiret      | 76       | acteur                      |
| December  | 12    | Peter Boyle          | 71       | acteur                      |
| December  | 14    | Mike Evans           | 57       | acteur                      |
| December  | 18    | Joseph Barbera       | 95       | animatiefilms               |
| December  | 25    | James Brown          | 73       | zanger                      |

1870-1879 · 1880-1889 · 1890 · 1891 · 1892 · 1893 · 1894 · 1895 · 1896 · 1897 · 1898 · 1899 · 1900 · 1901 · 1902 · 1903 · 1904 · 1905 · 1906 · 1907 · 1908 · 1909 · 1910 · 1911 · 1912 · 1913 · 1914 · 1915 · 1916 · 1917 · 1918 · 1919 · 1920 · 1921 · 1922 · 1923 · 1924 · 1925 · 1926 · 1927 · 1928 · 1929 · 1930 · 1931 · 1932 · 1933 · 1934 · 1935 · 1936 · 1937 · 1938 · 1939 · 1940 · 1941 · 1942 · 1943 · 1944 · 1945 · 1946 · 1947 · 1948 · 1949 · 1950 · 1951 · 1952 · 1953 · 1954 · 1955 · 1956 · 1957 · 1958 · 1959 · 1960 · 1961 · 1962 · 1963 · 1964 · 1965 · 1966 · 1967 · 1968 · 1969 · 1970 · 1971 · 1972 · 1973 · 1974 · 1975 · 1976 · 1977 · 1978 · 1979 · 1980 · 1981 · 1982 · 1983 · 1984 · 1985 · 1986 · 1987 · 1988 · 1989 · 1990 · 1991 · 1992 · 1993 · 1994 · 1995 · 1996 · 1997 · 1998 · 1999 · 2000 · 2001 · 2002 · 2003 · 2004 · 2005 · 2006 · 2007 · 2008 · 2009 · 2010 · 2011 · 2012 · 2013 · 2014 · 2015 · 2016 · 2017 · 2018 · 2019 · 2020 · 2021 · 2022 · 2023 · 2024 · 2025